# José Carlos Ruiz
José Carlos Ruiz  (Jerez de García Salinas, Zacatecas, 1936. november 17. –) mexikói színész .

## Élete
1936. november 17-én született. Első szerepét 1965-ben kapta az El refugio című sorozatban. 1967-ben szerepet kapott a La Tormenta című telenovellában. 1988-ban szerepelt az Esperanza című telenovellában, amelyben General szerepét játszotta. 1997-ben szerepelt a Maria Isabel című sorozatban, amelyben Pedro szerepét játszotta. 1998-ban szerepet kapott a Sonadoras-Szerelmes álmodozók című telenovellában, amelyben Eugenio de la Pena szerepét kapta meg. 2002-ben szerepelt a Las Vias del Amor (Szerelem ösvényei) című telenovellában Fidel Gutiérrez Arismendi szerepében. 2008-ban szerepelt a Mujeres asensias (Gyilkos nők) című telenovellában. 2008-ban kapott egy kisebb szerepet a Árva angyal című telenovellában. Majd 2009-ben szerepelt a Sortilegio (Kettős játszma) című telenovellában Chucho Gavira szerepében. Ebben a telenovellában együtt szerepelt William Levyvel és Jacqueline Bracamontessel. 2010-ben szerepet kapott a Soy tu Duena (A csábítás földjén) című telenovellában Sabino Mercado szerepében.

## Szerepei

### Filmek
- Warehoused (2015) ...
- One for the Road (2014) ...
- Criosfera (2013) ... Pancho Pérez
- El lado oscuro de la luz (2013) ... Abuelo
- Suave patria (2011) ... Jerónimo Natage
- Más allá del muro (2011)
- 2012: Shift Evolve Survive (2010)
- Suave Patria (2010) ... Jeronimo Natage
- El muro de al lado (2009) ... Teodoro
- El estudiante (2009)... Don Pedro
- Cabeza de Buda (2009) ... Invitado 2
- El garabato (2008)
- Cementerio de papel (2007)
- 13 miedos(2007)... Don Emilio
- Guadalupe (2006) .... San Juan Diego
- Tribus urbanas (2006)
- Curandero (2005) .... Don Carlos
- Los muertos que nos dieron la vida (2003)
- Viaje aterrador (2002)
- Acosada (2002) .... Licenciado Estrella
- Aunque tú no lo sepas (2000)
- Benjamín (2000)
- El milagro (2000)
- Chamula, tierra de sangre (1999)
- Reclusorio III (1999)
- A medias tintas (1999)
- De jazmín en flor (1996) .... Don Ramón
- Muralla de tinieblas (1994)
- Juana la Cubana (1994)
- Suerte en la vida (La Lotería III) (1994)
- Santo: la leyenda del enmascarado de plata (1993) .... Don Severo
- La tumba del Atlántico (1992)
- Alto poder (1992)
- ¿Nos traicionará el presidente? (1991) .... General Jacinto Peña
- El extensionista (1991) .... Benito Sánchez
- Amor y venganza (1991)
- María la guerrillera (1991)
- Pueblo de madera (1990) .... Don Pancho
- La jaula de la muerte (1990)
- Cuento de Navidad (1989)
- Esperanza (1988) .... General
- La furia de un dios (1988)
- Reto a la vida (1988) .... Doctor
- Goitia, un dios para sí mismo (1988) .... Goitia
- La mujer policía (1987)
- Zapata en Chinameca (1987)
- Robachicos (1986)
- Contrabando y muerte (1986)
- Astucia (1986)
- Salvador (1986) .... Archbishop Romero
- La rebelión de los colgados (1986)
- El tres de copas (1986)
- Vidas errantes (1985)
- Historias violentas (1985)
- Masacre en el río Tula (1985)
- Toña machetes (1985)
- Cuentos de Madrugada (1985)
- Damian (1985)
- Viaje al paraíso (1985) .... Pajarito
- Por eso en Mixquic hay tantos perros (1985)
- Luna de sangre (1984)
- Noche de carnaval (1984) .... Jincho
- El mil usos II (1984)
- Mundo mágico (1983)
- Bajo la metralla (1983) .... Martín
- El guerrillero del norte (1983)
- Fuego en el mar (1981) .... Manuel
- Oficio de tinieblas (1981)
- El mil usos (1981)
- Chicoasén (1980)
- Cabo Blanco (1980) .... Hernández
- Yo gran cazador (1979)  .... Lame Wolf
- La guerra santa (1979) .... Celso Dominguez
- El año de la peste (1979) .... Dr. jorge Martínez Abasolo
- Cananea (1978)
- Who'll Stop the Rain (1978) .... Galíndez
- Cascabel (1977) .... Caporal
- El elegido (1977) .... Judas
- Los albañiles (1976) .... Jacinto Martínez
- El hombre del puente (1976) .... El Extraditado
- El apando (1976) .... El Carajo
- Actas de Marusia (1976) .... Argandoña
- La casa del Sur (1975) .... Tomás
- El valle de los miserables (1975) .... Tio Chinto
- Simón Blanco (1975) .... Lic. Cardoso
- Los perros de Dios (1974)
- La muerte de Pancho Villa (1974)
- Buck and the Preacher (1972) .... Brave
- Los marcados (1971) .... el Manco
- Emiliano Zapata (1970)
- Valentín de la Sierra (1968)
- El escapulario (1968) .... Ruiz
- Viento negro (1965)
- Major Dundee (1965) .... Riago

### Telenovellák
- Por amar sin ley (2018) .... Armando
- Como dice el dicho (2017) .... David
- Mi adorable maldición (2017) .... Ponciano Suarez
- La candidata (2016–2017) .... Miembro Del Senado
- Maricruz (2013) .... Padre Julián (Magyar hangː Szokolay Ottó)
- A szív parancsa (2012) .... Padre Baldomero Lozano (Magyar hangː Kertész Péter)
- Menekülés a szerelembe (2012) .... Galdino Jacinto (Magyar hangː Szokolay Ottó)
- A csábítás földjén (2010) .... Sabino Mercado (Magyar hangː Uri István (1.szinkron), Bartók László (2.szinkron) )
- Kettős játszma (2009) .... Chucho Gavira (Magyar hangː Szokolay Ottó)
- Árva angyal (2008-2009) .... Andrés (Magyar hangː ?)
- Tormenta en el Paraíso (2007-2008) .... Sacerdote Ahzac
- Amar sin límites (2006-2007) .... Aurelio Huerta
- Peregrina (2005-2006).... Castillo
- Mariana de la noche (2003-2004) .... Isidro Valtierra
- A szerelem ösvényei (2002-2003).... Fidel Gutiérrez Arismendi (Magyar hangː Versényi László)
- Atrévete a olvidarme (2001) .... Cecilio Rabadán
- Villa Acapulco (2000).... Severo Rincón (Magyar hangː Melis Gábor)
- Cuento de Navidad (1999) .... Sacerdote
- Soñadoras – Szerelmes álmodozók (1998-1999) .... Eugenio de la Peña (Magyar hangː Szersén Gyula)
- María (1997-1998).... Pedro (Magyar hangː Gyürki István)
- Pueblo chico, infierno grande (1997) .... Arcadio
- Morir dos veces (1996).... Orduña
- Agujetas de color de rosa (1994-1995) .... Odilón
- Más allá del puente (1993-1994) .... Ruíz
- Las grandes aguas (1989)
- Muchachita (1986).... Pascual
- La traición (1984) .... Cholo
- Una limosna de amor (1981) .... Jeremías
- Al salir el sol (1980)
- Los bandidos del río frío (1976) .... Bedolla
- Ven conmigo (1975)
- Mundo de juguete (1974-1977) .... Mateo
- El carruaje (1972) .... Benito Juárez
- La gata (1970) .... Don Lupe
- Mi amor por ti(1969)
- La tormenta (1967) .... Benito Juárez
- Las víctimas (1967)
- María Isabel (1966)... Pedro
- El refugio (1965)